# Jacques Chassaing
Pour les articles homonymes, voir Chassaing.
Jacques Chassaing, né le 22 juin 1821 à Petit Barrot (Grandrif) et mort le 9 octobre 1871 à Philippeville sur le territoire de l'actuelle Algérie, est un chasseur de fauves français. 

## Biographie
Chassaing est célèbre pour ses importantes chasses aux lions et aux panthères en Afrique, qu'il a raconté dans son livre Mes Chasses au lion en 1865. 
Jules Verne le mentionne au sujet de ses chasses dans son roman La Maison à vapeur (partie 1, chapitre II) ainsi qu'Alphonse Daudet dans Tartarin de Tarascon

## Publication
- Jacques Chassaing, Mes chasses au Lion, Paris, Dentu, 1865, 1re éd., 313 p. (lire en ligne sur Gallica).